# Metalleffektpigment

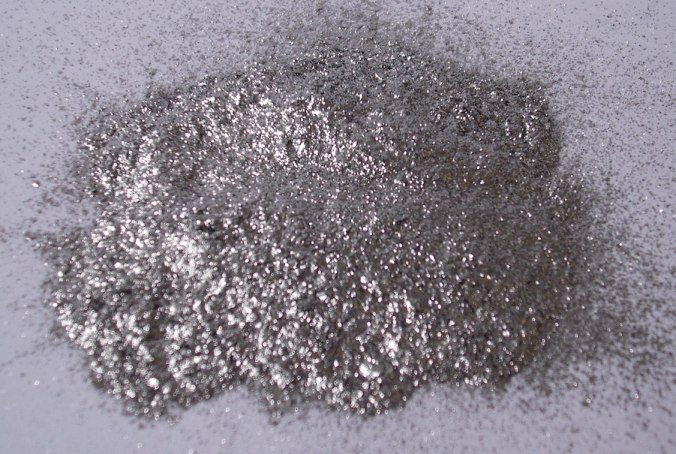
Aluminiumpigment als Pulver

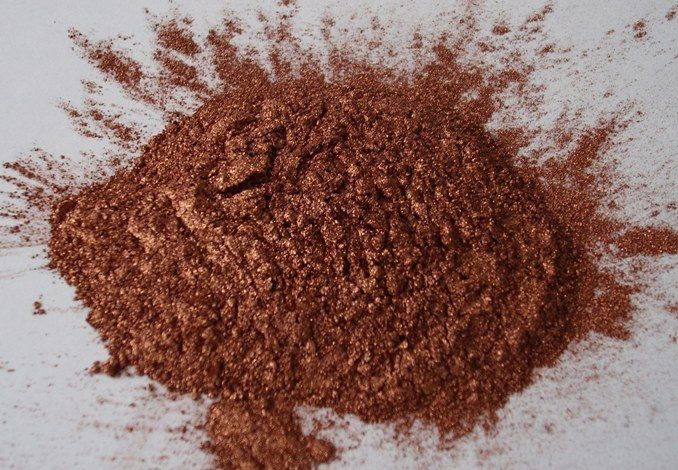
Kupferpigment

Metalleffektpigmente, veraltet Bronzen sind Pigmente zur Erzeugung eines optisch metallischen Effektes, welcher umgangssprachlich auch als Metalliceffect bezeichnet wird. Das Pigment besteht hierbei aus üblicherweise plättchenförmigen Partikeln mit einem üblichen Partikeldurchmesser im zwei- bis dreistelligen Mikrometerbereich, obwohl auch tetraedrische Partikelgeometrien dokumentiert sind, welche Inhomogenitäten des Metalleffektes (Fließlinien) verhindern. Die optische Wirkung dieser Effektpigmente beruht auf der Ausrichtung der planaren Partikeloberflächen parallel zur Oberfläche des umgebenden Systems, an denen eine gerichtete Reflexion auftritt. Metalleffektpigmente werden im Colour Index unter C.I. Pigment Metal gelistet.
Metalleffektpigmente werden zum Erreichen von Glanzeffekten in Druckfarben, Kunststoffen, Kosmetika und Lacken (siehe Metalliclack und Metal-Flake-Lackierung) eingesetzt. Die größte wirtschaftliche Bedeutung haben Aluminium (C.I. Pigment Metal 1, historisch Silberbronze) und Messing (C.I. Pigment Metal 2, Goldbronze). Schätzungen zufolge beläuft sich der Weltmarkt für Metalleffekte auf 25.000 Tonnen jährlich.:552:571

## Geschichte

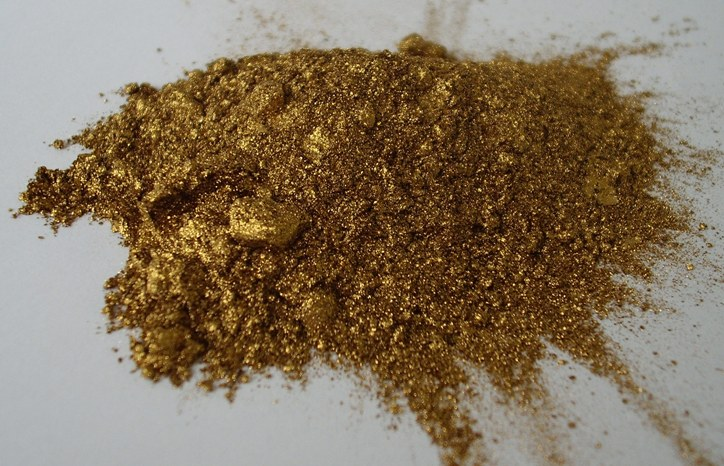
Messingpigment (Reichbleichgold)

Metalleffektpigmente sind innerhalb der Effektpigmente die älteste Untergruppe neben den Perlglanzpigmenten. Die Grundidee entwickelte sich im vierten bis dritten Jahrhundert vor Christus aus dem Goldschlägerhandwerk in Ägypten. Die Abfälle, die beim Ausschlagen von Gold zu sehr dünnen Folien entstehen, wurden in die Vorläufer der modernen Lacksysteme eingerührt, so dass diese eine goldene Farbe erhielten. Seit dem 18. Jahrhundert nach Christus wird Messing anstelle des teuren Goldes eingesetzt. Später wurden auch feine Aluminiumflitter hergestellt, die zur Erzeugung eines silbernen Farbtons verwendet wurden.
Das erste Verfahren zur großtechnischen Herstellung von Aluminiumpigmenten wurde 1910 in den USA entwickelt (Stampf-Verfahren). Da es sich um ein Trockenmahlverfahren handelte, war das Risiko einer Explosion sehr hoch, so dass das Verfahren schnell durch ein Nassmahlverfahren abgelöst wurde, das nach dem Erfinder und Patentinhaber „Hall-Prozess“ genannt wird. Bei Messingpigmenten ist die Trockenvermahlung weiterhin üblich.

## Einteilung

### Leafing- und Non-Leafing-Typen

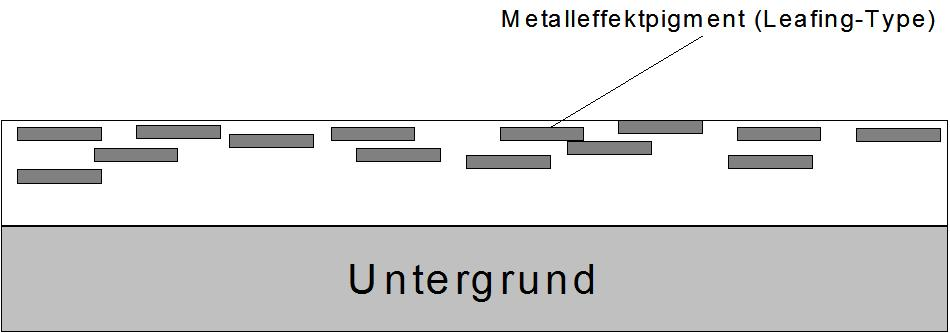
Orientierung von Leafing-Pigmenten in einer Lackschicht

Grundsätzlich unterscheidet man zwischen Leafing- und Non-Leafing-Pigmenten. Bei ersteren orientieren die Plättchen sich nach der Applikation im Beschichtungsfilm an der Oberfläche. So wird ein starker metallischer Glanzeindruck erzeugt, der jedoch nicht wisch- und kratzfest ist. Einsatzgebiete sind Druckfarben, Reflexionslacke und Aerosollacke, da der optische Effekt in diesen Anwendungen bestimmend ist. Messingpigmente sind grundsätzlich Leafing-Typen.

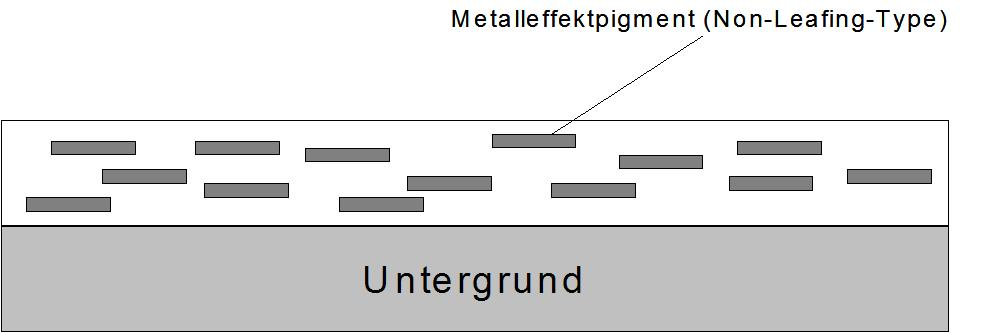
Orientierung von Non-Leafing-Pigmenten in einer Lackschicht

Non-Leafing-Pigmente verteilen sich nach der Applikation gleichmäßig in der Filmmatrix. Dadurch sind sie gegen Abrieb und Angriff von Chemikalien geschützt, weshalb sie im Farbton grauer und weniger „metallisch glänzend“ erscheinen. Zudem können sie zur Erzeugung farbiger Metallic-Effekte mit Buntpigmenten kombiniert werden. Dies ist mit Leafing-Pigmenten nur in geringen Konzentrationen möglich, da diese die gleichmäßig im Lack verteilten Buntpigmente durch die Konzentration an der Lackoberfläche überdecken. Haupteinsatzgebiete der Non-Leafing sind Automobillacke, Lacke für Mobiltelefone oder Elektroteile und allgemein Industrielacke.

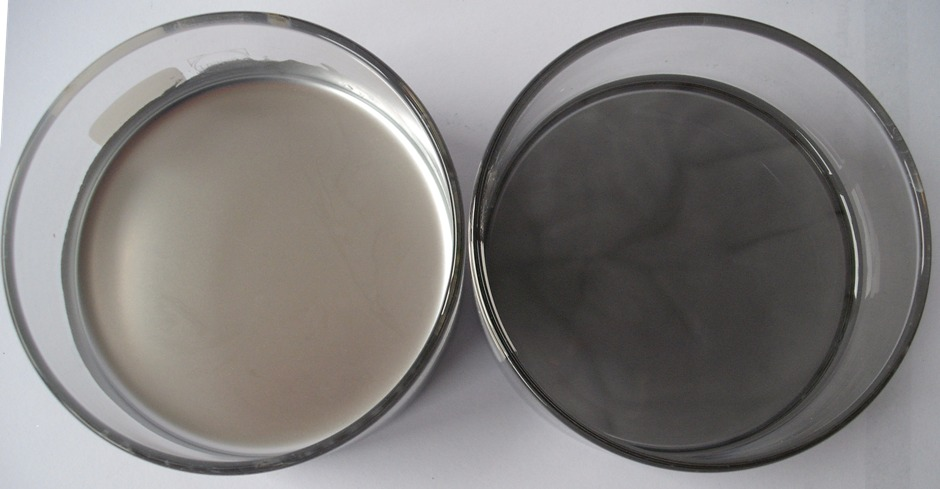
Vergleich zwischen einem Leafing-Aluminiumpigment (links) und einem Non-Leafing-Aluminiumpigment (rechts)

### Oberflächenbeschaffenheit
Die Standardtypen werden auf Grund ihrer Form auch als Cornflakes bezeichnet. Dies sind Plättchen, die sehr unregelmäßig geformt sind und eine unebene Oberfläche haben. Die Cornflakes stellen die Urform der Metalleffektpigmente dar. Seit Beginn der 1990er Jahre werden abgerundete Plättchen mit einer glatten Oberfläche angeboten. Diese werden, ebenfalls aufgrund ihrer Form, als Silberdollar bezeichnet und erscheinen gegenüber den Cornflake-Typen brillanter und heller und finden daher in vielen modernen Lackierungen Anwendung. Silberdollar-Typen werden aus einem speziell eingestellten Grieß mit sphärischer Oberfläche hergestellt. Dieser wird bei der Mahlung nicht zerkleinert, sondern nur verformt.

### Hochreine Typen
Aluminiumtypen mit einem sehr hohen Aluminiumgehalt wurden in der Vergangenheit häufig für hochwertige Lackierungen, wie etwa bei Automobilen, angewendet. Diese Typen bieten einen wesentlich besseren Korrosionsschutz gegenüber Standardtypen. Aufgrund der inzwischen vorherrschenden Zweischicht-Technologie (Überbeschichtung mit Klarlack) haben diese Typen jedoch an Bedeutung verloren.

## Herstellung

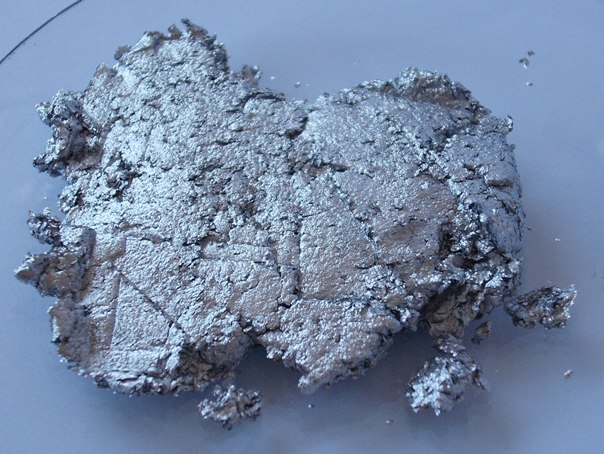
Aluminiumpigment als Paste

Das zu verarbeitende Metall (Aluminium oder Messing) wird zunächst geschmolzen und nach Erreichen der Schmelztemperatur aus der Schmelze heraus verdüst. Dabei entstehen unregelmäßig geformte, sphärische Partikel (Grieß). Die Metallpulver werden in der Folge in Kugelmühlen zu Plättchen (Flakes) verformt und zerkleinert. Dies geschieht bei Aluminiumpigmenten in Testbenzin und Schmiermittel (Ölsäure für Non-Leafing-Pigmente und Stearinsäure für Leafing-Pigmente), da sonst die Gefahr einer Staubexplosion besteht. Bei Messingpigmenten ist eine Trockenvermahlung problemlos möglich, da es wegen der wesentlich höheren Dichte nicht zu Staubexplosionen kommt. Nach der Vermahlung wird das Testbenzin mittels Filterpressen aus dem entstandenen Gemisch (Slurry) entfernt. Im letzten Schritt wird der Filterkuchen auf die jeweilige Handelsform eingestellt.

## Eigenschaften

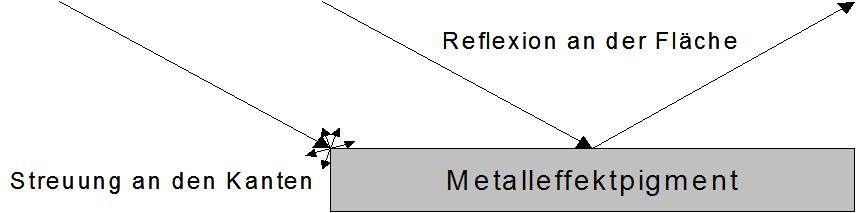
Optische Wirkung eines einzelnen Metalleffektpigments

Metalleffektpigmente sind etwa 20 Mikrometer lang und bis zu einem Mikrometer im Durchmesser. Sie können ihre Wirkung nur entfalten, wenn die parallele Ausrichtung im Lackfilm, sowohl zueinander als auch zu Substrat- und Lackoberfläche, gelingt. Einfallendes Licht wird auf der Oberfläche des Effektpigments reflektiert und an den Kanten gestreut. Je flacher der Blickwinkel ist, umso mehr überwiegt der Effekt der Streuung, so dass der Lack dunkel erscheint. Bei steileren Blickwinkeln überwiegt dagegen die Reflexion, so dass der Lack und damit die Effektpigment enthaltenden Stellen des Lacks hell erscheinen. Der Effekt des Helligkeitsunterschiedes unter verschiedenen Betrachtungswinkeln wird als Helligkeitsflop bezeichnet. Sieht man die einzelnen Pigmentteilchen, so wird dies Sparkle-Effekt genannt. Dieser Effekt wird durch den Einsatz großer Pigmentteilchen verstärkt. Im Gegensatz zu den Perlglanzpigmenten sind die Pigmentplättchen selbst lichtundurchlässig.:210
Aufgrund der vom Betrachtungswinkel abhängigen Helligkeit ist eine farbmetrische Beurteilung schwierig. Die Entwicklung im Bereich der Farbmetrik hat jedoch dazu geführt, dass inzwischen Mehrwinkelmessgeräte angeboten werden, mit denen eine solche Beurteilung auch messtechnisch durchgeführt werden kann. Im Jahr 2000 wurden Normen dazu veröffentlicht.:212
Eine zu starke Scherbeanspruchung bei der Dispergierung kann dazu führen, dass die Plättchen brechen und nicht mehr den gewünschten Effekt erzielen. Deshalb ist bei der Einarbeitung von Effektpigmenten eine schonende Verarbeitung notwendig. Bei Systemen mit niedriger Viskosität besteht die Gefahr der Sedimentation.:130f. In diesem Zusammenhang sind die handelsüblichen Pigmentpräparationen von Bedeutung, durch die eine geringere Dispergierarbeit nötig wird.
Elementares Aluminium reagiert mit Wasser zu Aluminiumhydroxid und Wasserstoff. Da der Effekt durch die hohe Oberfläche der Partikel aufgrund ihrer Plättchenform verstärkt wird, verfärben sich die Pigmente gräulich. Durch den Einsatz von Inhibitoren oder Beschichtungen (häufig aus Siliciumdioxid, Aluminiumoxid oder Polyacrylaten), die durch Modifikation des Hall-Prozesses aufgebracht werden, können sogenannte gasungsstabile Aluminiumpigmente erhalten werden.

## Anwendungen

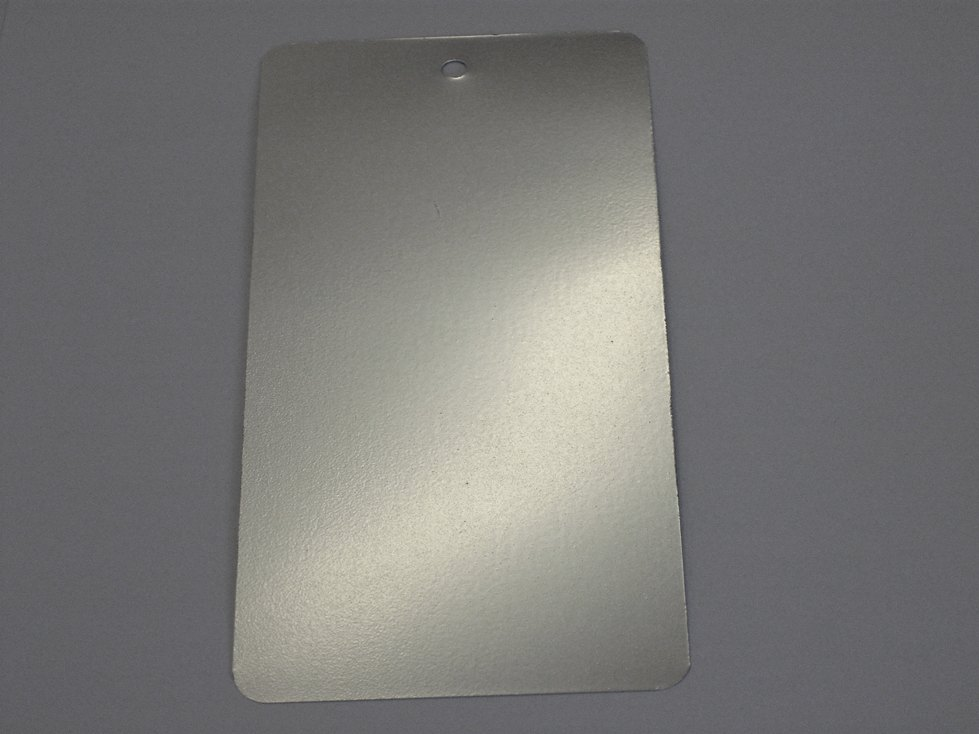
Metalliclack mit Aluminiumpigment

Als Ersatz der teuren Polimentvergoldung wurden „Bronzen“ im 19. Jahrhundert bei der industriellen Herstellung von Bilderrahmen verwendet. Als Bindemittel diente Schellack, es wurde auch Leinöl verwendet. Um der Oxidierung vorzubeugen, ist meist eine zusätzliche Klarlackschicht wichtig. Im Heimwerkerbereich werden oft historische, selbst echt vergoldete Rahmen mit Metallpigment „aufgefrischt“, was sich dann in der Restauration nur schwer wieder entfernen lässt.
In Lacken, insbesondere in Automobillacken werden Metalleffektpigmente seit den 1920er Jahren eingesetzt. Ein weiteres Einsatzgebiet Metalleffektpigmente sind Pulverlacke, jedoch bestehen hierfür einige Einschränkungen. Neben diesem Hauptanwendungsgebiet werden die Pigmente in Kunststoffen, Druckfarben und Kosmetikartikeln eingesetzt.:96:145:182:209

## Liste der im Colour Index gelisteten Metalleffektpigmente
Im Folgenden werden alle im Colour Index gelisteten Metalleffektpigmente aufgeführt. Laut neueren Ausgaben des Colour Index sind C.I. Pigment Metal 3, 4 und 5 nicht mehr erhältlich.
| Generic Name         | Constitution Number | Basismetall / Legierung |
| -------------------- | ------------------- | ----------------------- |
| C.I. Pigment Metal 1 | C.I. 77000          | Aluminium               |
| C.I. Pigment Metal 2 | C.I. 77400          | Kupfer, Bronze          |
| C.I. Pigment Metal 3 | C.I. 77480          | Gold                    |
| C.I. Pigment Metal 4 | C.I. 77575          | Blei                    |
| C.I. Pigment Metal 5 | C.I. 77860          | Zink                    |
| C.I. Pigment Metal 6 | C.I. 77945          | Zinn                    |